# Arisaema austroyunnanense
Arisaema austroyunnanense là một loài thực vật có hoa trong họ Ráy (Araceae). Loài này được H.Li mô tả khoa học đầu tiên năm 1977.